# Шансон (радиостанция)
«Радио Шансон» — российская радиостанция, специализирующаяся на русском шансоне. Также в эфире звучат популярные песни, авторские песни, городской романс, рок-музыка, народная песня, русский джаз и песни из кинофильмов. Вещание станции началось 15 августа 2000 года. В зоне приёма находится свыше 1700 городов и других населенных пунктов России, Армении, Приднестровья.
Входит в состав медиахолдинга Krutoy Media, основным владельцем которого является Михаил Гуцериев.

## История
Радиостанция была основана бывшими совладельцами и менеджерами «Русского радио» Владимиром Масловым, Игорем Ярковым и Игорем Елизаровым.
Первыми продюсерами являлись директор основанной в 1998 году студии «Мастер рекордс» и дочерней от неё продюсерской фирмы «Русский шансон» Севостьянов Юрий Николаевич, а также директор действовавшей в 1999—2016 годах в Санкт-Петербурге фирмы «Продюсерский центр „Ночное такси“» Фрумин Александр Викторович, зять шансонье Аркадия Северного.
15 августа 2000 года радиостанция начала вещание в Москве на частоте 69,26 МГц УКВ-диапазона, арендовав эфирное время у радиостанции «Панорама». Вещание «Радио Шансон» велось с 8 утра до 2 ночи; в ночное время его сменяла «Панорама». «Радио Шансон» проработало на данной УКВ-частоте до 21 мая 2001 года. 
31 августа 2000 года началось вещание «Радио Шансон» в Санкт-Петербурге на частоте 104,4 МГц. С 18 апреля 2001 года «Радио Шансон» вещает в Москве на частоте 103,0 МГц, заменив собой «Радио Рокс», испытывавшее проблемы с финансами. 
В апреле 2015 года радиостанцию у крупнейшего акционера Владимира Маслова выкупил предприниматель Михаил Гуцериев. Цену сделки представители рынка оценивали выше 60 млн долларов.
На 2025 год в зоне приёма станции находится свыше 1700 городов и других населенных пунктов России, Армении, Приднестровья. Помимо Москвы и Санкт-Петербурга в сеть городов вещания «Радио Шансон» входят города-миллионники: Екатеринбург, Казань, Красноярск, Нижний Новгород, Челябинск, Cамара, Ростов-на-Дону, Краснодар, Воронеж, Пермь, Волгоград. С сентября 2024 года станция начала вещание в Ингушетии и в близлежащих республиках. В декабре 2024 года в Магасе открылась региональная студия радиоканала. В мероприятии приняли участие глава Ингушетии Махмуд-Али Калиматов, инвестор, основатель благотворительного фонда «САФМАР» Михаил Гуцериев, генеральный директор Krutoy Media Эдуард Оганесян.

## Награды, премии, рекорды
- 2020 — Национальная премия «Радиомания». Утреннее шоу «Утро доброе» на «Радио Шансон»[15].
- 2023 — Национальная премия «Радиомания». Ведущая программы «Живая струна» на «Радио Шансон» — Ксения Стриж победила в номинации «Интервью»[16].
- 2024 — Национальная премия «Радиомания». В номинации «Голос в эфире» победил ведущий «Радио Шансон» Роман Шахов[17].
- 2024 — Книга рекордов России. «Название радиостанции, составленное из наибольшего количества людей на круизном лайнере»[18].
- 2024 — Книга рекордов России. «Наибольшее количество людей, исполняющих гимн радиостанции на круизном лайнере»[19].
- 2024 — Книга рекордов России. «Наибольшее количество людей, исполняющих песню «Рюмка водки на столе» на круизном лайнере». Рекорд вошел также в Клуб мировых Рекордов[20].
- 2025 — Премия «Стримпик». Лауреат в номинации «Диджитал-универсал» за максимально большое количество устройств, на которых слушают радиостанцию[21][22].

## Рейтинги
В январе-марте 2015 года «Радио Шансон» был четвёртой по популярности радиостанцией в Москве со среднесуточной аудиторией 888,5 тыс. слушателей, с июля по декабрь 2014 года — шестой в России с 6,99 млн слушателей ежедневно.
В 2020 году по данным Mediascope («Radio Index — Россия 100+. Октябрь 2019 — Март 2020»), ежедневная аудитория составляет более 5,6 млн слушателей по всей России. 51 % этой аудитории составляют мужчины и 49 % — женщины. 59 % общей аудитории «Радио Шансон» составляют люди с высоким доходом, 20 % — со средним.
По данным на 2024 год «Радио Шансон» уверенно входит в десятку самых популярных радиостанций России по всем основным показателям, а также занимает четвёртое место по объёму ежедневной аудитории в целевой группе. За месяц охват слушателей «Радио Шансон» составляет 17 млн 770,6 тысяч человек. 

## Концертные мероприятия
Ежегодно «Радио Шансон» проводит концертные мероприятия. Среди которых: 
- Церемония вручения премии «Шансон года». Победители премии определяются путём голосования на сайте «Радио Шансон». Более 20 лет церемония проводилась в Государственном Кремлёвском дворце. С 2023 года проходит на новой концертной площадке Live Арена. Помимо Москвы в Санкт-Петербурге проходит концерт лауреатов премии «Шансон года»[26][27].

- «Всенародная танцплощадка «Ээхх, Разгуляй!» — проходит в Москве и Санкт-Петербурге. Концертная программа состоит из танцевальных хитов звезд «Радио Шансон».
- «Бархатный шансон» — фестиваль в курортных городах, состоящий из ежедневных концертови развлекательной программа от «Радио Шансон». В разные годы концерты проходили в Сочи, Турции, Греции, на Кипре и в других странах. С 2023 проходит в круизном формате на морском лайнере[28].